# Guy Lacombe
Guy Lacombe (Villefranche-de-Rouergue, 12 juni 1955) is een Frans voetbaltrainer. Hij won de gouden medaille met Frankrijk bij de Olympische Spelen in Los Angeles, Californië.

## Spelerscarrière
- 1970-1975 Villefranche-de-Rouergue
- 1975-1976 US Albi
- 1976-1979 FC Nantes Atlantique
- 1979-1981 RC Lens
- 1981-1983 Tours FC
- 1983-1985 Toulouse FC
- 1985-11/1986 Stade Rennais
- 12/1986-1987 Lille OSC
- 1987-1989 AS Cannes

## Trainerscarrière
- 1990-10/1995 AS Cannes (jeugd)
- 10/1995-1997 AS Cannes
- 1998-01/1999 Toulouse FC
- 02/1999-2002 En Avant de Guingamp
- 2002-2005 FC Sochaux-Montbéliard
- 12/2005-01/2007 Paris Saint-Germain
- 12/2007-06/2009 Stade Rennais
- 06/2009-01/2011 AS Monaco

## Erelijst
Frankrijk
- Olympische Spelen

1984
| Logo van de Olympische Spelen | Goud | Zilver | Brons | Logo van de Olympische Spelen |
|                               | 1    | 0      | 0     |                               |